# سال اسب
سال اسب (انگلیسی: Year of the Horse) فیلمی مستند به کارگردانی جیم جارموش سال ۱۹۹۷ است که بر پایهٔ تور موسیقی نیل یانگ و گروه کریزی هورس ساخته شد. از هنرمندان حاضر در آن می‌توان به نیل یانگ، بیلی تالبوت و جیم جارموش اشاره کرد. راجر ایبرت این فیلم را بدترین فیلم سال ۱۹۹۷ نامید.
سال اسب نام آلبوم کنسرتی نیل یانگ و کریزی هورس نیز است که سال ۱۹۹۷ روانهٔ بازار شد. ترتیب ترانه‌های آلبوم با فیلم متفاوت است.